# Trichosanthes
Trichosanthes es un género de vides tropicales con especies, perteneciente a la familia Cucurbitaceae.
Las hojas de algunas o posiblemente todas las especies pueden ser consumidas como vegetales y al menos dos especies con frutos carnosos son muy utilizados en el sur y sudeste de Asia.
Al menos dos especies se utilizan en la medicina tradicional china con el nombre de  gualou (en chino, 栝楼; pinyin, guālóu):
- T. kirilowii Maxim
- T. rosthornii Harms

## Filogenia y diversidad de flores

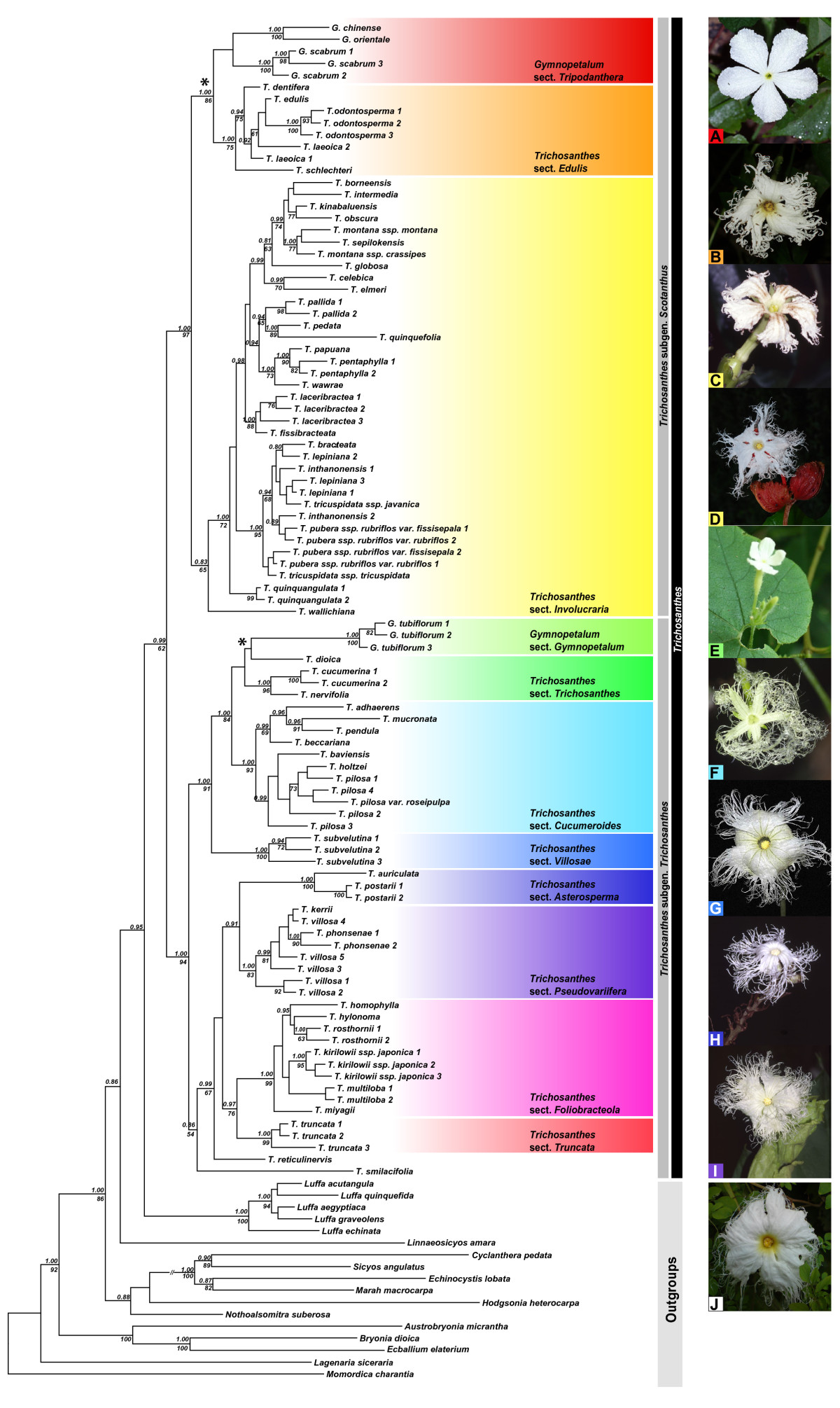
Filogenia al 2012 de Trichosanthes y Gymnopetalum.

## Especies seleccionadas
- Trichosanthes anguina
- Trichosanthes baviensis Gagnepain
- Trichosanthes cucumerina L. - pepino culebra[2]
- Trichosanthes cucumeroides (Ser.) Maxim.
- Trichosanthes dunniana Levl.
- Trichosanthes fissibracteata C.Y. Wu ex C.Y. Cheng & Yueh
- Trichosanthes homophylla Hayata
- Trichosanthes kerrii Craib
- Trichosanthes kirilowii
- Trichosanthes laceribractea Hayata
- Trichosanthes lepiniana (Nuad.) Cogn.
- Trichosanthes ovigera Blume
- Trichosanthes pedata Merr. & Chun
- Trichosanthes quinquangulata A. Gray
- Trichosanthes rubiflos Thorel ex Cayla
- Trichosanthes rugatisemina C.Y. Cheng et Yueh
- Trichosanthes sericeifolia C.Y. Cheng et Yueh
- Trichosanthes subrosea C.Y. Cheng et Yueh
- Trichosanthes subvelutina F.Muell. ex Cogn.
- Trichosanthes tricuspidata Lour.
- Trichosanthes truncata C.B. Clarke
- Trichosanthes villosa Blume
- Trichosanthes wallichiana (Ser.) Wight